# Zbigniew Palma
Zbigniew Jan Palma (ur. 28 lutego 1953 w Łodzi, zm. 17 grudnia 2016, tamże) – polski architekt oraz urbanista. Realizator różnych projektów na terenie Łodzi.

## Życiorys
W 1983 ukończył Wydziału Architektury Politechniki Warszawskiej. W latach 1984–2012 członek Stowarzyszenia Architektów Polskich, a także członek Łódzkiej Okręgowej Izby Architektów Rzeczypospolitej Polskiej.
W latach 1983–1989 pracował jako projektant w pracowni P-3 Inwestprojekt Łódź Miasto. W 1990-1996 był współwłaścicielem i głównym projektantem w BPI 'Panorama' w Łodzi, a od 1996 do śmierci właściciel i główny projektant PPI PALMAline w Łodzi.

## Realizacje
Autor wielu realizacji na terenie Łodzi i okolicy, m.in.:
- Liceum Ogólnokształcące przy ul. Kilińskiego 75 w Konstantynowie Łódzkim (1993). Współpraca: Mirosław Błaszczynski, Tomasz Królikowski.
- Kryta pływalnia przy Liceum w Konstantynowie Łódzkim (1996). Współpraca: Mirosław Błaszczynski, Tomasz Królikowski.
- Pałac Młodzieży im. Juliana Tuwima przy al. Wyszyńskiego w Łodzi (1996). Współpraca: Mirosław Błaszczynski, Piotr Grobis, Barbara Kiliś[3].
- Pływalnia „Wodnik” przy ul. Lotniczej w Ozorkowie (1997). Współpraca: Grażyna Łyżwa, Barbara Pluskota, Tomasz Skorzybót, Joanna Wróblewska.
- Zespół pływalni przy ul. Wiernej Rzeki 2 w Łodzi (2003). Współpraca: Bartosz Krzemiński, Barbara Pluskota, Grzegorz Śmiechowicz, Monika Szymczak[4].